# ティーワンビル

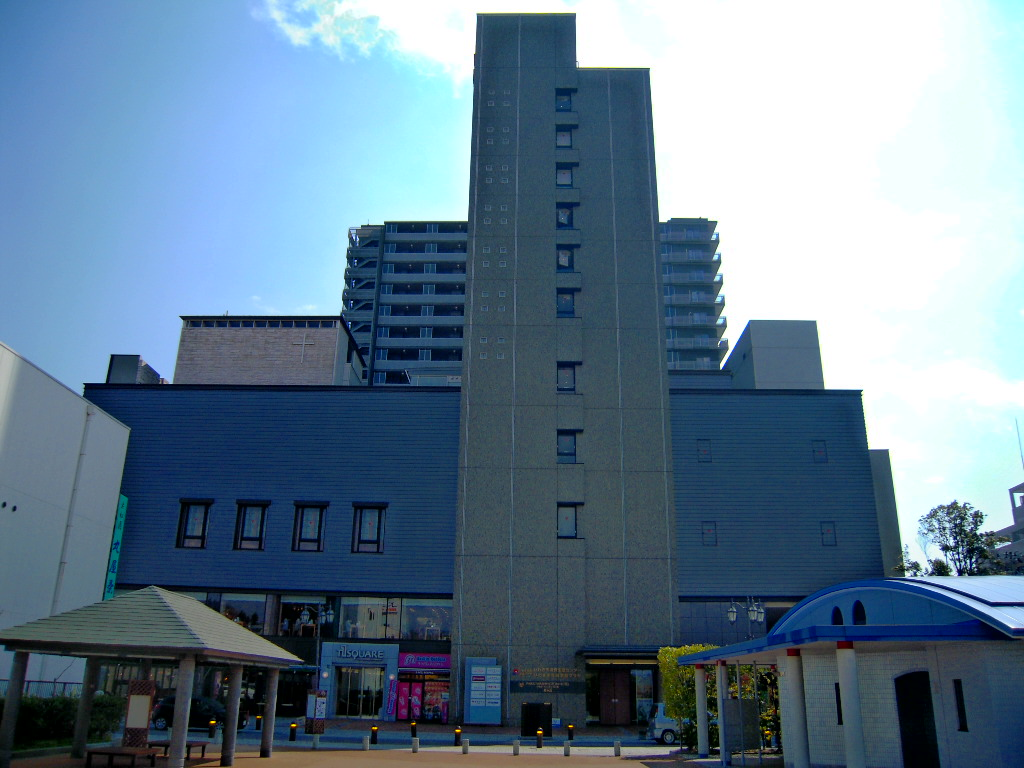
正面から

T 1 ビル（ティーワンビル）とは、福島県いわき市平字一町目1番地にある平一町目再開発ビルの愛称である。

## 概要
平一町目地区第一種市街地再開発事業として建設された、地上17階、地下1階建ての複合ビル。ホテル、公共施設、商業・業務施設、マンション、駐車場で構成される。2002年4月15日にオープンした。
ティーワンビルという愛称は、建物が平一町目1番地にあることから、平の頭文字の「T」と、一町目と1番地の「1」を合わせてT 1ビルとしたことに由来する。
地上1階は商業・業務施設、2階～3階はいわきワシントンホテル椿山荘、4階はいわき市生涯学習プラザ、いわき市消費生活センター、5階はいわき市生涯学習プラザ、ホテル棟の6階～11階はいわきワシントンホテル椿山荘客室、住居棟の6階～17階はマンション、150台収容の立体駐車場で構成されている。

## 館内概要
1F　商業・業務施設
2F　いわきワシントンホテル椿山荘
- フロント、レストラン

3F　いわきワシントンホテル椿山荘
- コンベンションホール（結婚式、各種会議）

4F　いわき市生涯学習プラザ
- 大会議室

約160人収容可能。また、分割利用も可能（分割時は各70～80人程度）。
- 中会議室

約40人収容可能。また、分割利用も可能（分割時は各20人程度）。
- 多目的室

軽体操やダンス等にも利用できるフローリング仕様。会議室としても利用可能。
- 研修室

40台のパソコンが完備。会議、研修等にも利用可能。
4F　いわき市消費生活センター
5F　いわき市生涯学習プラザ
- 生涯学習情報コーナー

インターネットを利用して情報の収集などが出来るオープンフロア。
- 小会議室

少人数の会議スペース。
- 団体活動室

生涯学習やボランティア団体等のミーティング、軽作業スペースとして利用可能。
- 体験学習室

陶芸窯、流し台、倉庫を完備。
- 和室1、2

45畳、30畳、15畳に分割可能。ステージなどを完備。
- 茶室

本格的な茶室。水屋、待合（控え室）、石庭を完備。
5F　いわきワシントンホテル椿山荘 ウェディングチャペル
ホテル棟6F～11F　いわきワシントンホテル椿山荘 客室
住居棟6F～17F　マンション